# Êxodo dos hindus da Caxemira
O êxodo dos hindus da Caxemira, ou Pandits, é sua migração do início de 1990 ou fuga, do vale da Caxemira de maioria muçulmana na Caxemira administrada pela Índia após o aumento da violência em uma insurgência. De uma população Pandit total de 120 000 a 140 000, cerca de 90 000 a 100 000 deixaram o vale ou se sentiram compelidos a partir, e cerca de trinta mil foram mortos. Durante o período de migração substancial, a insurgência estava sendo liderada por um grupo que clama por uma Caxemira secular e independente, mas também havia facções islâmicas crescentes exigindo um estado islâmico. Embora o número de mortos e feridos fosse baixo, os Pandits, que acreditavam que a cultura da Caxemira estava ligada à da Índia, experimentaram medo e pânico desencadeados por assassinatos seletivos. Os rumores e incertezas associados, juntamente com a ausência de garantias de segurança por parte do governo federal da Índia, podem ter sido as causas latentes do êxodo. As descrições da violência como "genocídio" ou "limpeza étnica" em algumas publicações nacionalistas hindus ou entre as suspeitas expressas por alguns pandits exilados são amplamente consideradas imprecisas, agressivas ou propaganda pelos estudiosos.
O Vale da Caxemira, que faz parte da maior região da Caxemira que foi objeto de uma disputa entre a Índia e o Paquistão desde 1947, foi administrado pela Índia aproximadamente na mesma época. Antes de 1947, durante o período do Raj britânico na Índia, quando Jammu e Caxemira eram um estado principesco, os pandits da Caxemira, ou hindus da Caxemira, constituíam de forma estável entre 4% e 6% da população do vale da Caxemira em censos de 1889 a 1941; os 94 a 95% restantes da população eram muçulmanos da Caxemira. Em 1950, um grande número de Pandits - cuja elite possuía mais de 30% das terras aráveis do Vale - mudou-se para outras partes da Índia em face das reformas agrárias planejadas pela nova administração do Sheikh Abdullah, a ameaça de crise socioeconômica declínio e a natureza instável da adesão da Caxemira à Índia. Em 1989, uma insurgência persistente começou na Caxemira. Foi alimentada pela insatisfação da Caxemira com o governo federal da Índia por fraudar uma eleição para a assembleia em 1987 e negar uma promessa de maior autonomia. A insatisfação transbordou para uma insurreição mal definida contra o Estado indiano. A Frente de Libertação de Jammu e Caxemira (FKJC), uma organização que geralmente tinhaantecedentes e o objetivo predominante de independência política, liderou a revolta, mas não abjurou a violência. No início de 1990, a grande maioria dos hindus da Caxemira fugiu do vale em uma migração em massa. Mais deles partiram nos anos seguintes, de modo que, em 2011, restavam apenas cerca de 3 000 famílias. 30 ou 32 Pandits da Caxemira foram mortos por insurgentes em meados de março de 1990, quando o êxodo estava praticamente completo, de acordo com alguns estudiosos. Os dados do Ministério do Interior indiano registram 217 mortes de civis hindus durante o período de quatro anos, de 1988 a 1991.
As razões para esta migração são vigorosamente contestadas. Em 1989-1990, à medida que os apelos dos muçulmanos da Caxemira pela independência da Índia aumentavam, muitos Pandits da Caxemira, que viam a autodeterminação como antinacional, sentiram-se sob pressão. Os assassinatos na década de 1990 de vários funcionários Pandit podem ter abalado o senso de segurança da comunidade, embora se pense que alguns Pandits - em virtude de suas evidências dadas posteriormente nos tribunais indianos - possam ter agido como agentes do governo indiano. Os pandits mortos em assassinatos direcionados pela Frente de Libertação de Jammu e Caxemira (FKJC) incluíam alguns de alto perfil. Chamadas anti-hindus ocasionais foram feitas de mesquitas em alto-falantes pedindo aos pandits que deixassem o vale. Notícias de cartas ameaçadoras criaram medo, embora em entrevistas posteriores as cartas tenham sido recebidas com moderação. Houve disparidades entre os relatos das duas comunidades, os muçulmanos e os pandits. Muitos pandits da Caxemira acreditavam que foram forçados a sair do vale pelo Paquistão e pelos militantes que ele apoiava ou pelos muçulmanos da Caxemira como um grupo. Muitos muçulmanos da Caxemira não apoiavam a violência contra as minorias religiosas; a saída dos Pandits da Caxemira ofereceu uma desculpa para classificar os muçulmanos da Caxemira como radicais islâmicos, contaminando assim suas queixas políticas mais genuínas, e oferecendo uma justificativa para sua vigilância e tratamento violento pelo estado indiano. Muitos muçulmanos no vale acreditavam que o então governador, Jagmohan, havia encorajado os Pandits a partirem para ter mais liberdade para perseguir represálias contra os muçulmanos. Vários pontos de vista acadêmicos atribuem a migração ao pânico genuíno entre os pandits que se originou tanto da veemência religiosa entre alguns dos insurgentes quanto da ausência de garantias para a segurança dos pandits emitidas pelo governador.
Os Pandits da Caxemira inicialmente se mudaram para a Divisão de Jammu, a metade sul de Jammu e Caxemira, onde viviam em campos de refugiados, às vezes em ambientes descuidados e impuros. Na época de seu êxodo, muito poucos Pandits esperavam que seu exílio durasse mais de alguns meses. Como o exílio durou mais tempo, muitos Pandits deslocados que estavam na elite urbana conseguiram encontrar empregos em outras partes da Índia, mas os da classe média baixa, especialmente os das áreas rurais, definharam por mais tempo em campos de refugiados, com alguns vivendo na pobreza; isso gerou tensões com as comunidades anfitriãs - cujas práticas sociais e religiosas, embora hindus, diferiam das dos brâmanes Pandits - e tornou a assimilação mais difícil. Muitos Pandits deslocados nos campos sucumbiram à depressão emocional e a uma sensação de desamparo. A causa dos Pandits da Caxemira foi rapidamente defendida por grupos hindus de direita na Índia, que também se aproveitaram de suas inseguranças e os afastaram ainda mais dos muçulmanos da Caxemira. Alguns Pandits Kashmiri deslocados formaram uma organização chamada Panun Kashmir ("Nossa própria Caxemira"), que pediu uma pátria separada para os hindus da Caxemira no Vale, mas se opôs à autonomia da Caxemira alegando que promoveria a formação de um estado islâmico. O retorno à pátria na Caxemira também constitui um dos principais pontos do Partido Bharatiya Janata. Pandits da Caxemira no exílio escreveram memórias autobiográficas, romances e poesia para registrar suas experiências e entendê-las. O dia 19 de janeiro é observado pelas comunidades hindus da Caxemira como o Dia do Êxodo.